# Horgen
Horgen est une commune suisse du canton de Zurich, située dans le district homonyme.

## Géographie
Horgen mesure 30,83 km2.
Au pied du Horgenberg et au bord du lac de Zurich, Horgen est un chef-lieu de district. C'est une vaste commune qui s'étend du lac à la chaîne de l'Albis.
La commune recouvre les localités ou hameaux suivants : Arn, Hirzel, Horgenberg, Käpfnach, Oberdorf, Sihlbrugg Station, Sihlwald, Tannenbach, et Waldegg.

## Préhistoire
On désigne sous le nom de civilisation de Horgen la période allant de 3300 à 2800 av. J.-C. en Suisse centrale et orientale. Elle a été baptisée ainsi en raison du site néolithique de Horgen-Scheller.

## Histoire

Photo aérienne prise à 800 m par Walter Mittelholzer (1919).

En 1406, Horgen devint un bailliage de la ville de Zurich. Cette localité possédait alors le meilleur débarcadère du lac de Zurich et devint l’un des plus importants lieux de transbordement du Plateau suisse. En 1639, la bourgade fut élevée au rang de marché.
Le 1er janvier 2018, Horgen absorbe la commune voisine de Hirzel.

## Économie
Horgen a été agricole jusqu'au début de l'industrialisation au XIXe siècle, avec une prédominance de la viticulture et de l'élevage laitier. La viticulture a été complètement abandonnée dans le premier quart du XXe siècle en raison de l'apparition de ravageurs (phylloxéra) à partir de 1850 et de la localisation défavorable. Aujourd'hui, il existe encore 30 exploitations agricoles, dont 25 à temps plein. La mine de Käpfnach est une ancienne mine de lignite et de marne et, avec une longueur totale de tunnel de 80 km, elle est la plus grande de ce type en Suisse.
Au XVIIIe siècle, il y avait plusieurs tanneries à Horgen. La tannerie Hüni, fondée en 1728, existe toujours aujourd'hui sous le nom de Hüni AG et dispose d'une technologie d'automatisation pour les tanneries en Suisse et à l'étranger. L'industrialisation a eu un fort impact sur Horgen depuis le milieu du 19e siècle, l'industrie de la soie naissante dominant au début avec plus de dix usines de tissage de la soie (par exemple Weberei Stünzi Söhne), suivie par l'industrie des machines (par exemple Wanner, Grob, Stäubli, Schweiter, Oetiker). Nombre de ces grandes entreprises sont ou ont été actives au niveau international depuis leurs débuts et exportent une grande partie de leur production. Les relations intenses de l'industrie de la soie du district de Horgen avec l'Amérique du Nord ont conduit à l'existence d'un consulat américain à Horgen de 1878 à 1895. 
En 1943, pendant la guerre, les quatre usines de machines textiles Grob, Schweiter, Stäubli et Vollenweider se sont réunies pour former le groupe d'intérêt « Les 4 de Horgen » afin de surmonter les difficultés de l'époque. Ils ont commencé à travailler ensemble sur les marchés mondiaux (quota d'exportation d'environ 90 %) en tant qu'association de vente et de publicité afin de pouvoir conserver leur indépendance. Au cours du XXe siècle, l'accent économique s'est déplacé de plus en plus vers les entreprises de services. Les banques, les sociétés de gestion d'actifs et de biens immobiliers, les compagnies d'assurance, les instituts de recherche, les centres de traitement et de formation des banques et les sociétés de cartes de crédit sont des employeurs importants. En outre, les autorités du district, le tribunal de district et l'établissement pénitentiaire qui lui est affilié sont situés à Horgen.

## Démographie
Horgen compte 23 628 habitants fin 2022. Sa densité de population atteint 766 hab./km2.

## Culture et patrimoine
- Civilisation de Horgen
- Tournoi d'échecs de Horgen

### Héraldique
| Blason | Blasonnement : De gueules au cygne d'argent, becqué et membré d'or. |

### Monuments et curiosités
- Temple réformé de Horgen
- Maison de campagne Bocken
- Presbytère

## Transports
- Ligne ferroviaire CFF Zurich-Pfäffikon-Coire, gare de Horgen-See, à 17 km de Pfäffikon et à 16 km de Zurich
- Ligne ferroviaire CFF Zurich-Zoug-Arth-Goldau, gare de Horgen Oberdorf à km de Zurich et à 13 km de Zoug
- Ligne ferroviaire Zurich-Sihlbrugg, gares de Sihlwald et de Sihlbrugg Station
- Ferry pour Meilen
- Ligne de bus pour Wädenswil, Thalwil et Au (ZH).

## Personnalités
- Elisabeth Feller (1910-1973), entrepreneuse et mécène, est née et morte à Horgen.
- Elise Pfister (1886-1944), pasteure née à Horgen.